# Holy Trinity Catholic Church (Washington, D.C.)

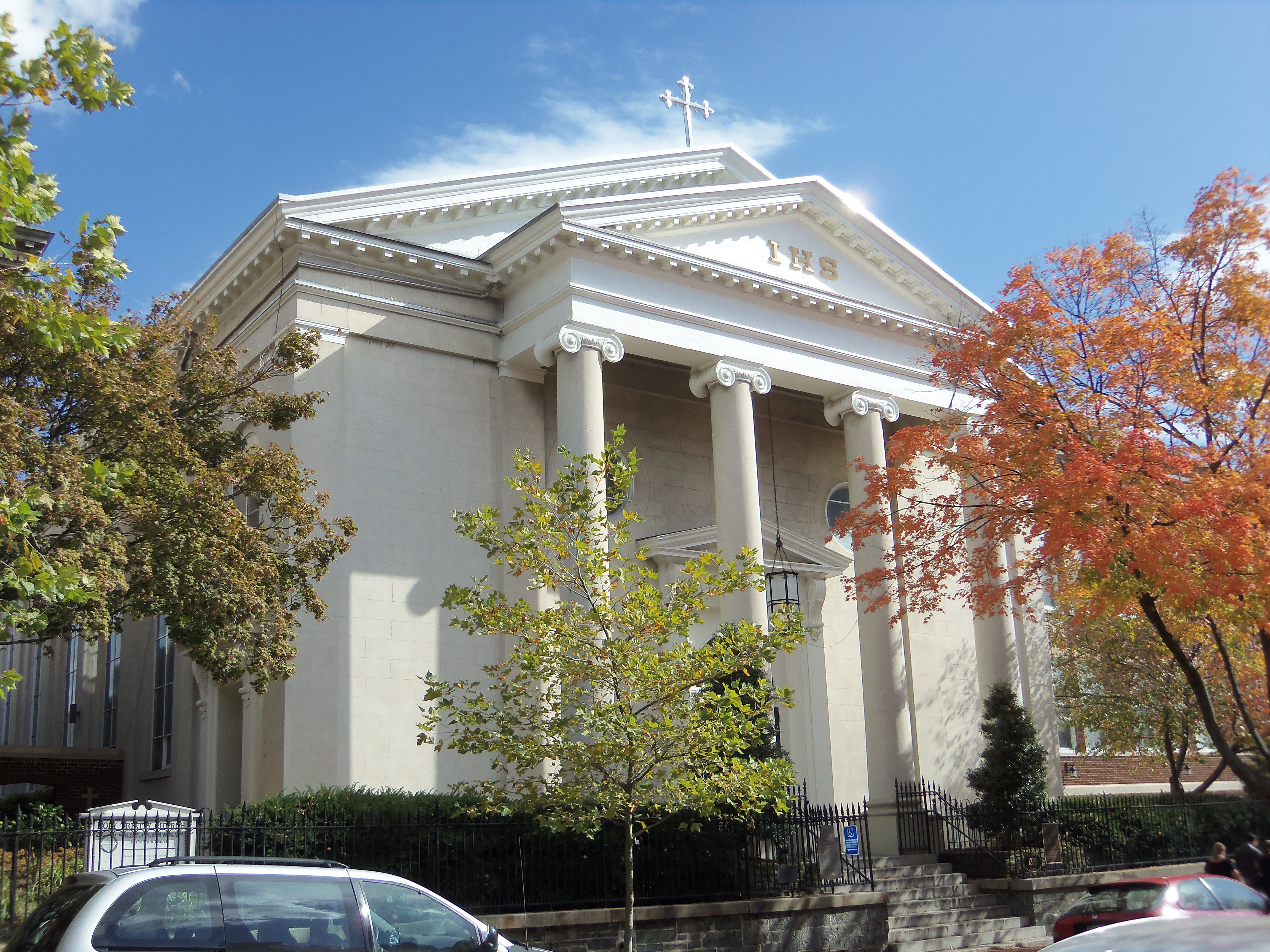
Holy Trinity Catholic Church

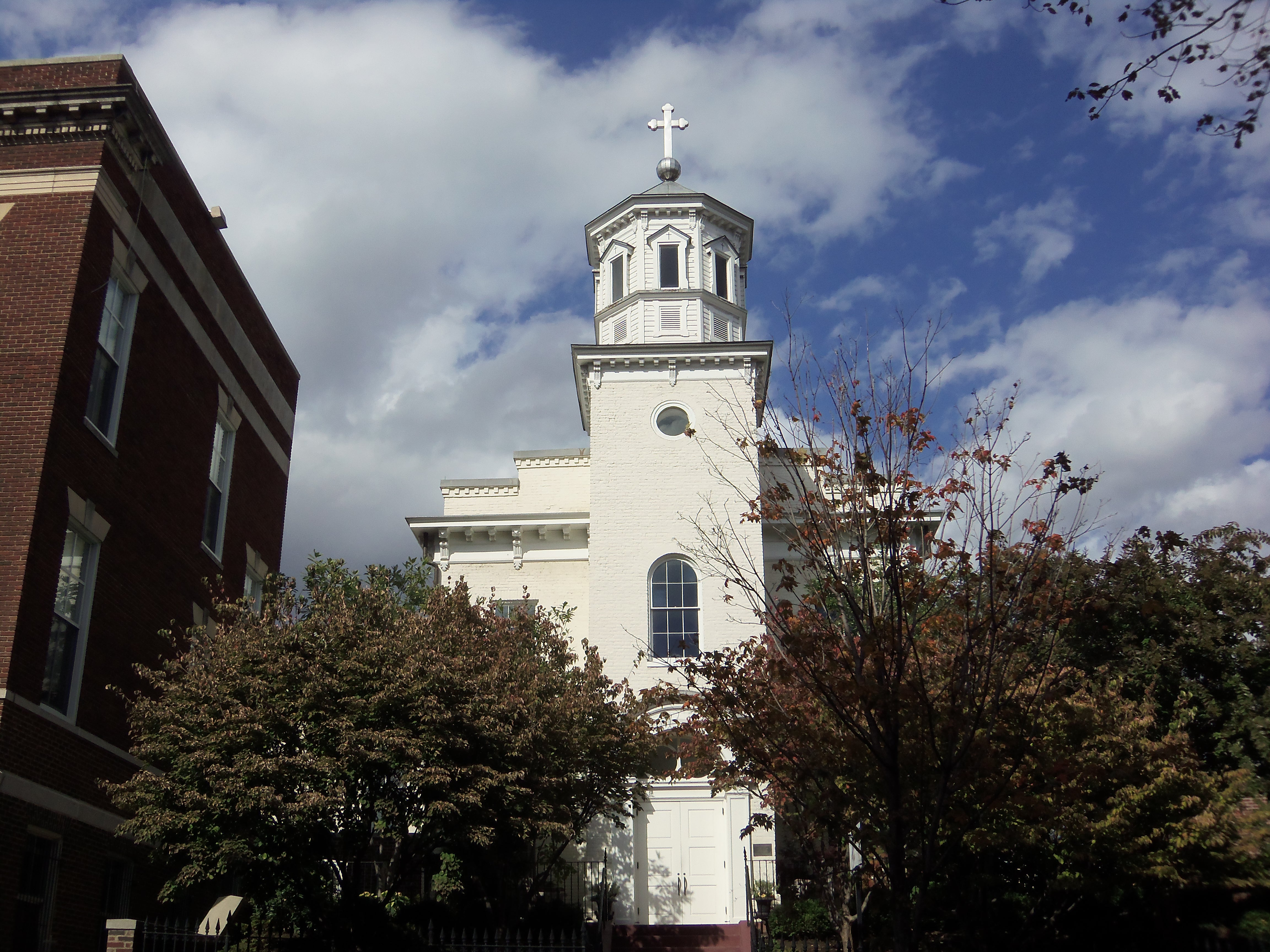
Ignatiuskapelle

Die Holy Trinity Catholic Church (deutsch Dreifaltigkeitskirche) ist eine römisch-katholische Kirche in der US-Hauptstadt Washington.
Die Dreifaltigkeitsgemeinde wurde 1787 gegründet und ist die älteste römisch-katholische Gemeinde mit dem ältesten Gotteshaus in kontinuierlichem Betrieb in Washington, D.C. Das ursprüngliche Kirchengebäude wurde 1794 fertiggestellt und wird heute als Ignatiuskapelle genutzt. 1851 wurde für die rasch wachsende Pfarrgemeinde eine neue Pfarrkirche errichtet. Die Kirche wird von der Ordensgemeinschaft der Jesuiten verwaltet und befindet sich im Stadtteil Georgetown in der Nähe der Georgetown University.